# Зеленская, Наталья Григорьевна
Наталья Григорьевна Зеленская (15 сентября 1924, Николаевка, Екатеринославская губерния — 19 июля 2005, Николаевка, Днепропетровская область) — передовик советского сельского хозяйства, звеньевая колхоза имени Чкалова Новомосковского района Днепропетровской области. Герой Социалистического Труда (1949).

## Биография
Родилась 15 сентября 1924 года в селе Николаевка (ныне Новомосковского района Днепропетровской области) в украинской семье. Завершила обучение в семи классах начальной школы.
В самом начале трудового пути работала разнорабочей в местном колхозе. В период Великой Отечественной войны проживала на оккупированной территории. После освобождения трудилась звеньевой звена по выращиванию озимой пшеницы. В 1948 году добилась высокой урожайности, получив 30,2 центнера зерна с гектара на площади 20 гектаров.
Указом Президиума Верховного Совета СССР от 4 марта 1949 года за получение высоких показателей в сельском хозяйстве и рекордные урожаи зерновых Наталье Григорьевне Зеленской было присвоено звание Героя Социалистического Труда с вручением ордена Ленина и медали «Серп и Молот».
Продолжала трудиться в колхозе звеньевой до выхода на заслуженный отдых. Проживала в родном селе.
Умерла 19 июля 2005 года в селе Николаевка, где и похоронена на сельском кладбище.

## Награды
- Медаль «Серп и Молот» (04.03.1949);
- дважды орден Ленина (04.03.1949, 09.06.1950);
- Орден Трудового Красного Знамени (29.05.1951);
- медали.